# Philippe Dallons
Philippe Dallons, né à Charleroi le 10 avril 1952 et décédé le 6 avril 2001 est un homme politique belge, membre d'Ecolo.
Il est candidat en sciences appliquées et commerçant.

## Carrière politique
- Député belge du 24 novembre 1991 au 5 mai 1999.